# Friedel Moritz
Friedel Moritz (Hanau, 11 februari 1918 – Karlsruhe, 26 januari 1991) was een Duits componist, dirigent, hoboïst en muziekuitgever.

## Levensloop
Moritz kreeg gedurende zijn schooltijd muziekles voor piano en hobo. Hij studeerde aan de Hochschule für Musik und Darstellende Kunst Frankfurt am Main, toen nog gewoon conservatorium genoemd. Op 18-jarige leeftijd behaalde hij zijn diploma als uitvoerend musicus. Hij werd hoboïst in de muziekkapel van de toenmalige Reichsarbeitsdienst, later in een militaire muziekkapel van het Duitse leger. Hij studeerde aan de militaire muziekacademiën in Wenen, Praag en Berlijn met als doel het diploma als Musikmeister. Maar de uitbraak van de Tweede Wereldoorlog maakte een einde aan deze opleiding. Na het einde van de oorlog en de navolgende krijgsgevangenschap kon hij de studie niet meer opnieuw beginnen. Moritz vond een aanstelling als medewerker in een leerbedrijf in Seligenstadt. In 1951 werd hij dirigent van de Stadtkapelle Seligenstadt en bleef in deze functie tot 1966. Hij verhoogde het muzikale peil van dit harmonieorkest, dat op 16 november 1963 een concert in de Hessische Rundfunk (HR) verzorgde. 
Op 28 maart 1954 richtte hij met Ludwig Herd en anderen in Dietzenbach de Volksmusikverband Rhein-Main (VRM) op, die nu als Hessischer Musikverband benoemd is. Hij werd ook voorzitter van deze federatie. Later werd hij ook tweede Bundesmusikdirektor van de Bund Deutscher Blasmusikverbände (de landelijke federatie) en was daar ook lid van de muziekcommissie. 
Moritz heeft ook andere harmonieorkesten gedirigeerd zoals de Musikverein 1921 Bernbach (1863-1966) en de Musikverein Mörsch 1892 e.V. van 1968 tot 1988. 
In 1966 werd hij bestuurslid in de muziekuitgeverij Wilhelm Halter in Karlsruhe. In 1976 richtte hij een eigen muziekuitgeverij Neuer Blasmusikverlag F. Moritz op. Als componist schreef hij verschillende marsen, die in een verzameling OKay March Series gepubliceerd werden.

## Publicaties
- Hellmut Haase-Altendorf - Mit ihm endet ein Kapitel der Nachkriegs-Blasmusikgeschichte, in: Die Blasmusik, Offizielles Organ des Bundes Deutscher Blasmusikverbände e.V., Freiburg im Breisgau, Vol. 2, Februar 1990, pp. 46-47